# Podachaenium
Podachaenium là một chi thực vật có hoa trong họ Cúc (Asteraceae).

## Loài
Chi Podachaenium gồm các loài: